# Olesja Syrewa
Olesja Syrewa (russisch Олеся Сырева, * 25. November 1983 in Nowosibirsk) ist eine russische Mittel- und Langstreckenläuferin.

## Sportkarriere
2002 bei den Juniorenweltmeisterschaften gewann sie Bronze über 1500 und 3000 Meter. Bei der Universiade 2005 gewann sie Gold. Bei den Hallenweltmeisterschaften 2006 wurde sie Fünfte.

### Dopingsperre 2013
Bei den Halleneuropameisterschaften 2011 gewann sie Silber. Wegen eines Verstoßes gegen die Dopingbestimmungen musste sie jedoch die Medaille zurückgeben und wurde für zwei Jahre gesperrt. Die Sperre galt ab dem 1. Februar 2013 und alle Ergebnisse Syrewas seit dem 3. März 2011 wurden gestrichen.